# Simple Programmable Logic Device
Ul Simple Programmable Logic Device ("Dispositivo a Logica Programmabile semplice" in inglese, solitamente abbreviato in SPLD), In elettronica digitale, è un dispositivo programmable logic device, programmabile e cancellabile, con un numero di pin inferiore di 48.
Si tratta di un dispositivo di complessità inferiore rispetto al complex programmable logic device, contenente più di 48 pin, e comprendente molte delle ROM, PLA e GAL.